# Keten van de Orde van Joegoslavië
De Keten van de Orde van Joegoslavië (Servo-Kroatisch: Orden Joegoslavije na Velikoj Ogrlici, Servisch: Орден Југославије на великој Огрлици) is een in december 1998 ingestelde ridderorde van de toenmalige Federale Republiek Joegoslavië. Ook nadat deze federatie was vervangen door de republiek Servië en Montenegro bleef de orde nog enige tijd bestaan.
De keten was voor staatshoofden gedacht. Zij kregen ook een gouden ster, een over de rechterschouder te dragen grootlint en een rond kleinood dat op de strik van het lint was vastgemaakt.
Staatshoofden en regeringsleiders als premiers kunnen ook de versierselen zonder de keten uitgereikt krijgen.
Het lint van de orde is rood. De gouden versierselen zijn versierd met diamanten.
Orde van de Grote Joegoslavische Ster ·
Orde van de Joegoslavische Ster ·
Orde van de Joegoslavische Vlag ·
Orde van Vrijheid ·
Orde van Nationale Held ·
Orde van Held van de Socialistische Arbeid ·
Orde van Nationale Bevrijding ·
Orde van de Militaire Vlag ·
Partizanenster ·
Orde van de Republiek ·
Orde van Nationale Verdienste ·
Orde van Broederschap en Eenheid ·
Orde van het Volksleger ·
Orde voor Militaire Verdienste ·
Orde voor Dapperheid ·
Keten van de Orde van Joegoslavië ·
Orde van Verdienste van de Federale Republiek Joegoslavië ·
Orde van het Ridderzwaard ·
Orde van Nemanja ·
Orde van Njegoš ·
Orde van Vuk Karadžić ·
Orde van Tesla ·
Orde van de Arbeid ·
Orde van Dapperheid ·
Orde van Verdienste voor Defensie en Veiligheid
Zie ook: Ridderorden in Joegoslavië